# Audace-Klasse
Die Audace-Klasse war eine Zerstörerklasse der italienischen Marina Militare. Die Klasse bestand aus den von 1972 bis 2003 in Dienst befindlichen Mehrzweckschiffen
- Audace (D 551) (Typschiff)
- Ardito (D 550)

Die Audace wurde auf der Werft Riva Trogoso in Tirreno und die Ardito auf der Werft Italcant. Castellammare gebaut.
Die Hauptaufgabe der Schiffe lag bei der Führung kleiner Flottenverbände sowie insbesondere bei deren Verteidigung gegen Angriffe aus der Luft. Sie wurden 1987 umfassend modernisiert und schwerer bewaffnet. 2003 schieden sie aus dem aktiven Dienst aus, blieben jedoch noch einige Zeit in Reserve. Sie wurden 2008 von zwei neuen Schiffen der Horizon-Klasse ersetzt. Die Ardito wurde 2018 in Aliaga verschrottet.

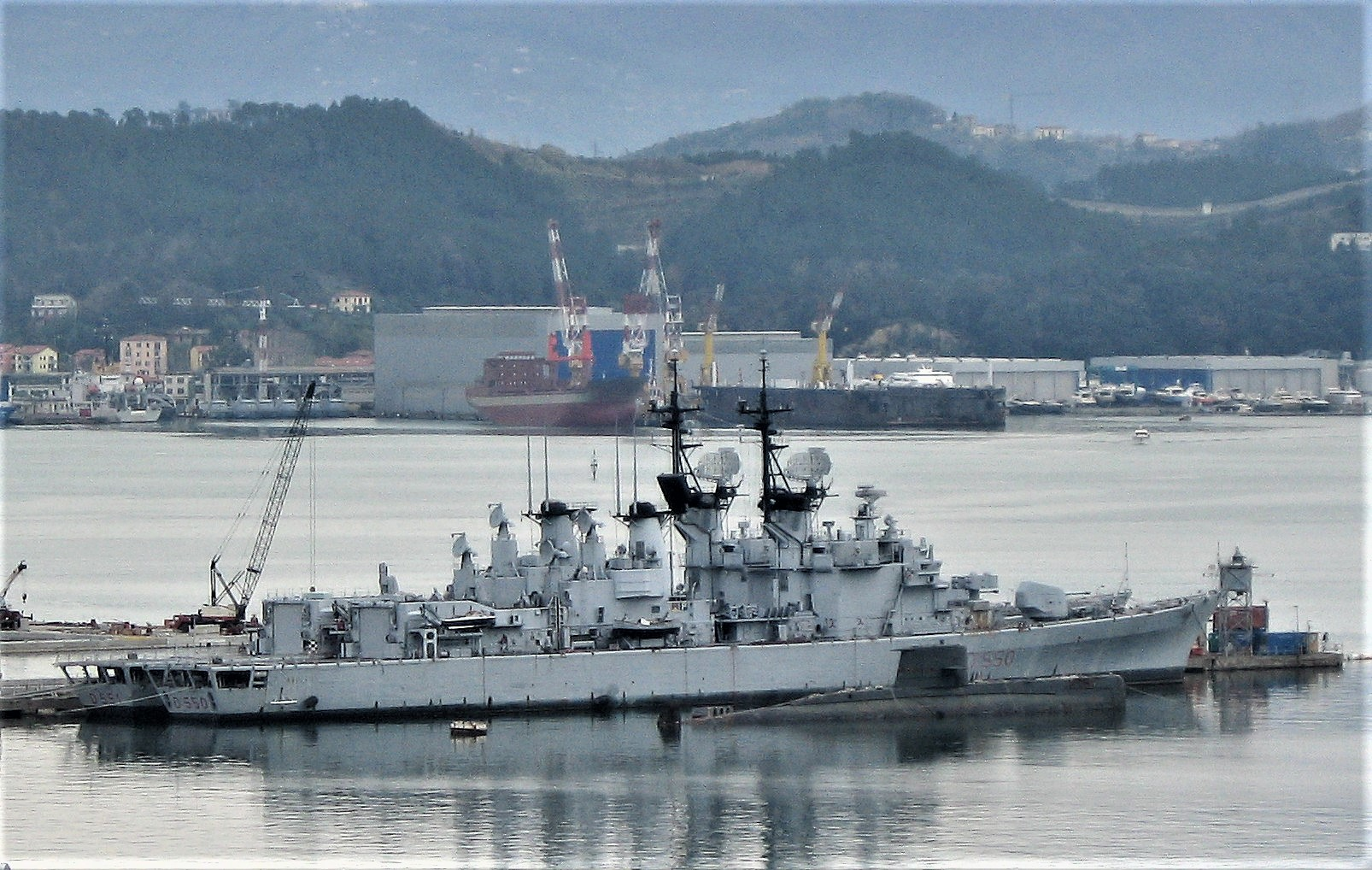
Die beiden Zerstörer der Klasse 2009 in La Spezia, im Vordergrund Ardito (D 550)

## Vorgängerklasse
Von 1913 bis 1923 existierte eine Audace-Klasse, bestehend aus den beiden Zerstörern Audace (1916 gesunken) und Animoso. 1916 erwarb die Regia Marina als Ersatz ein Einzelschiff Audace, das für Japan in Großbritannien gebaut worden war. Diese war bis 1943 im Dienst. Von den Deutschen erbeutet, setzte die Kriegsmarine sie als TA 20 in der Adria ein. 1944 versenkten britische Geleitzerstörer das Schiff.